# Hetman
Hetman je politični naslov iz Srednje in Vzhodne Evrope, ki so ga v preteklosti podeljevali vojaškim poveljnikom.
Na Poljskem in v Veliki litovski kneževini, ki sta od leta 1569 do 1795 tvorili poljsko-litovsko Republiko obeh narodov, je bil od 15. do 18. stoletja hetman za kraljem drugi najvišji vojaški poveljnik.
V velikem delu zgodovine Kneževine Moldavije je bil hetman (romunsko hatman) za vojvodo drugi najvišji vojaški položaj v državi.
Hetman je bil najvišji vojaški položaj tudi v ukrajinskih hetmanatih, Zaporoški Seči (1649–1764) in Ukrajinski državi (1918). Naslov hetman (ukrajinsko гетьман) so od 16. stoletja uporabljali ukrajinski kozaki in v 15. stoletju v husitskih vojnah Čehi (češko hejtman). V sodobni Češki je hejtman naziv voljenega guvernerja regije (češko kraj).

## Etimologija
Ena od teorij trdi, da beseda hetman izhaja iz zgodnje visokonemške besede Heubtmann (sodobno nemško Hauptmann), sestavljene iz besed Heubt – glavni in  Mann – mož. Hauptmann je bil v srednjem veku vojaški naziv, po imenu primerljiv s sodobnim stotnikom, po vsebini pa s sodobnim generalom.  Domneva se, da je naziv prišel na vzhod preko češkega jezika.

## Hetman na Poljskem in v Litvi
Na Poljskem se je naslov hetman velike krone prvič pojavil leta 1505. Naslov se je podeljeval poveljnikom poljske vojske, do leta 1581 samo občasno v posameznih vojnah in na vojnih pohodih, potem pa je postal stalen. 
Poljsko-litovska Republika obeh narodov je imela na Poljskem in v Litvi po enega velikega hetmana  in njegovega namestnika. Od leta 1585 naslova ni bilo mogoče odvzeti brez dokazane izdaja, zato je bila večina hetmanov na teh položajih do smrti. Jan Karol Chodkiewicz, na primer, je vojski poveljeval dobesedno na smrtni postelji (1621). Ker niso dobivali  plače iz državne blagajne in ker jih kralji niso mogli odstraniti brez tehtnega razloga, so bili zelo neodvisni in sposobni voditi svojo politiko. V obdobjih močnih hetmanov in šibkih monarhov in je imel takšen sistem  včasih katastrofalne posledice.  V sosednjih državah so lahko suvereni v vsakem trenutku odpustili poveljnike svojih  armad.  V Zaporoški Seči, ki je bila poljsko-litovski vazal, so leta 1648 izvolili  svojega hetmana – Bogdana Hmeljnickega,  ki je sprožil vojno za  neodvisnost Ukrajine.
Z vojaško reformo leta 1776 so moč hetmanov omejili, po tretji delitvi Poljske pa so položaj hetmana ukinili.
- Hetman Mikołaj "Rdeči" Radziwiłł
- Hetman Jan Karol Chodkiewicz v tradicionalni opravi poljskih mogotcev
- Janusz Radziwiłł (1612–1655), v svojem času eden od najvplivnejših mož v Republiki obeh narodov

## Hetmani v Zaporoški Seči
Na koncu 16. stoletja so se poveljniki zaporoških kozakov imenovali  koški ataman ali hetman. Prvi je bil Krištof Kosinski. Leta 1572 je bil hetman tudi poveljnik redne kozaške vojske (ukrajinsko Реєстрове козацьке військо) Republike obeh narodov.  Ko se je leta 1648 začela vstaja Ukrajincev pod poveljstvom Bogdana Hmeljnickega, je hetman postal voditelj cele Ukrajinske države – Hetmanščine. Četudi so bili ukrajinski hetmani voljeni, so imeli  zelo široka pooblastila: bili so vladarji Kozaške države, vrhovni poveljniki njene armade in preko administrativnih dekretov vrhovni zakonodajalci.
Po delitvi Ukrajine po reki Dneper, skladno s poljsko-ruskim  Andrusovskim sporazumom iz leta 1667, so se začeli ukrajinski kozaki in hetmani  deliti na kozake/hetmane z levega brega in kozake/hetmane z desnega brega.
V Ruskem carstvu je Katarina II. leta 1764 položaj hetmana ukinila. Zadnji hetman zaporoške vojske z uradnim nazivom hetman Ukrajine  je bil  Kirilo Razumovski, ki je vladal od leta 1751 do 1764.
V Ukrajini so naslov hetmana ponovno uvedli med revolucijo leta 1917-1920. Na začetku leta 1918 je konzervativna struja z nemško pomočjo izvedla državni udar, ukinila radikalno socialistično ukrajinsko  Centralno skupščino (ukrajinsko Центральна Рада) in ustanovila monarhijo oziroma hetmanat na čelu s Pavlom Skoropadskim, ki se je razglasil za hetmana Ukrajine. Režim je trajal do poznega leta 1918, ko ga je strmoglavil Direktorij ponovno ustanovljene Ukrajinske ljudske republike. 

## Sklica
1. ↑  Oxford English Dictionary.
2. ↑  Słownik Języka Polskiego PWN.